# Ilona Mauritzová
Ilona Mauritzová (* 29. prosince 1959 Chomutov) je česká vysokoškolská pedagožka, v letech 2011 až 2015 rektorka Západočeské univerzity v Plzni, v letech 2017 až 2021 poslankyně Poslanecké sněmovny PČR, v letech 2020 až 2022 hejtmanka Plzeňského kraje, v letech 2018 až 2022 zastupitelka města Plzně, členka ODS.

## Životopis
Narodila se v Chomutově. Absolvovala pedagogickou fakultu v Plzni a složila zde i rigorózní zkoušku. Později získala titul Ph.D. a následně habilitovala na Vysoké škole zdravotníctva a sociálnej práce v Bratislavě. V roce 2002 založila soukromou vysokou zdravotnickou školu v Plzni, která se o 6 let později začlenila pod západočeskou univerzitu. V roce 2011 se stala rektorkou ZČU, kdy o tři hlasy porazila Miroslava Holečka. V roce 2014 se pokusila o znovuzvolení, ale v druhém kole ji porazil právě Holeček, proti kterému kandidovala v roce 2011.
Ilona Mauritzová je vdaná, s manželem má jednoho syna.

## Politické působení
Ve volbách do Poslanecké sněmovny PČR v roce 2017 byla z pozice nestraníka lídryní ODS v Plzeňském kraji. Získala 3 429 preferenčních hlasů a stala se poslankyní. Na mandát rezignovala dne 1. března 2021, jelikož se dle vlastních slov chtěla více věnovat Plzeňskému kraji v době pandemie nemoci covid-19. Ve Sněmovně ji nahradil stranický kolega Pavel Šindelář.
V komunálních volbách v roce 2018 byla již jako členka ODS zvolena zastupitelkou města Plzně.
V krajských volbách v roce 2020 byla lídryní ODS do Zastupitelstva Plzeňského kraje, a to na společné kandidátce s TOP 09. Mandát krajské zastupitelky se jí podařilo získat. Dne 12. listopadu 2020 byla zvolena hejtmankou Plzeňského kraje, získala 28 hlasů od 45 zastupitelů. Ve funkci vystřídala Marcelu Krejsovou z ODS, která byla funkcí hejtmanky pověřena po rezignaci předchozího hejtmana Josefa Bernarda v červnu 2020. Koalici uzavřely druhé uskupení „Občanská demokratická strana s podporou TOP 09 a nezávislých starostů“, třetí uskupení „STAROSTOVÉ (STAN) s JOSEFEM BERNARDEM a podporou Zelených, PRO PLZEŇ a Idealistů“ a čtvrtí Piráti. Zastupitelé Plzeňského kraje 14. února 2022 odvolali celou radu kraje včetně hejtmanky a novým hejtmanem se následně stal Rudolf Špoták za Piráty.
V krajských volbách v roce 2024 již nekandidovala.